# Константин-Кирил Философ
Свети Константин-Кирил Философ (на гръцки: Κύριλλος, Kyrillos, Kiril, Cyril; на старобългарски: Кѷрїллъ) е учен богослов от Византия, създател на глаголицата.  Остава в историята като християнски просветител. Канонизиран е от православната и католическата църква за светец и за равноапостол. На 30 декември 1980 г. с апостолическото послание Egregiae Virtutis, папа Йоан Павел II обявява Константин Кирил Философ и брат му Методий за съпокровители на Европа. Православните християни го почитат и като един от светите Седмочисленици.

## Произход
Роден е 827 г. в Солун, Византия, като едно от седемте деца на висшия византийски военачалник, друнгария Леон (Leontios), (роден в Солун) известен в българската историография като Лъв (на гръцки: Λέων, Леон), подстратег (помощник управител) на Солун и областта, и на жена му Мария. Това многобройно семейство според житиеписеца на Константин е „от добър и почтен род, отдавна познат на бога, на царя и на цялата солунска област“. Те са високопоставени поданици на Византийската империя.
Етническият му произход е неизвестен, като според различни съвременни автори той е славянски, ромейски, български или смесен. Бащата умира рано и децата минават под покровителството на великия логотет Теоктист, който е много близък на семейството, и е втората личност след владетеля в Империята. През 843 година, запознат с големите качества на Константин, логотетът го кани в Константинопол и го записва в прочутата Императорска школа, наречена по-късно Магнаурска.

## Образование
Константин още при първоначалното си образование в Солун показва склонност към философията и поезията. Вероятно тогава написва и първото си литературно произведение – „Похвала на св. Григорий Назиански“, последвано от още едно произведение – „Соломонова молитва“.
На около 17 години (842/843) той отива в Константинопол.
Талантът му и духовните му интереси са забелязани и оценени и през 842/843 – 847 г. Константин учи философия, граматика, реторика, музика, аритметика и астрономия в Магнаурската школа, където получават образованието си децата на императора и на висшата византийската аристокрация. За времето си школата е най-висшето учебно заведение във Византия. Сред преподавателите на Константин са известни Лъв – математик, философ и граматик, един от най-учените мъже на Византия през IX век, създател на механични съоръжения и бивш солунски митрополит, както и неотстъпващият му по ерудиция и слава, бъдещият патриарх Фотий.
По време на следването си младежът е забелязан и от цариградските управляващи и Патриаршията. Те не остават доволни от самоволното му замонашване след завършване на университета в един от манастирите около Босфора или Мраморно море и бързо го привличат на свое разположение в Цариград.
Константин владее на високо ниво славянски, гръцки, латински и еврейски (който усъвършенства при започването на хазарската мисия по време на престоя си в Херсон и дори пише граматика за него), ползва сирийски и арабски, а вероятно придобива познания и по хазарски, алански, персийски, немски и други езици.

## Дейност

### Преподавател в Магнаурската школа и патриаршески библиотекар
След завършването на Магнаурската школа, той е ръкоположен за субдякон и дякон, вероятно някъде около 846 г., той става хартофилакс (chartophylax) на патриарх Игнатий Константинополски (847 – 858) – поверена му е патриаршеската библиотека в катедралата „Св. София“ (Константинопол) – висок пост в онова време. Но влечението му към науката и презрението към столицата го карат да се скрие за 6 месеца в един манастир на „узкото“ море (вероятно се има предвид Босфора или Мраморно море). Когато е открит от патриаршията и правителството, които не желаят да загубят възможността да се възползват от него, е привлечен в столицата, и назначен за преподавател по философия в Магнаурската школа, където получава почетното звание „философ“. Вероятно по това време той пише известното свое съчинение „Написание о правой вере“.

### Църковно-политическа дейност – диспут с Йоан VII Граматик
Във времето между 843 г. и 851 г. е и първата значителна публична проява на Константин-Кирил Философ – диспутът му с низвергнатия патриарх Йоан VII Граматик, наричан още Анис или Янис, който е иконоборец (иконоборството е смятано за ерес, и то с политически привкус). Константин изпълнява поръчение на правителството и на действащия патриарх да пречупи авторитета на опозиционния им Йоан VII Граматик. В дискусията с него младият философ се отличава със своето остроумие, красноречие и точни знания. За радост на цариградското правителство и на легитимния патриарх, той аргументирано оборва своя противник.

### Багдадска дипломатическа мисия при сарацините
По времето на халифа Джафар-ал-Муттавакил (847 – 861), халифатът, уверен във военните си възможности, желае да докаже и своето културно и религиозно преимущество пред християнска Византия. Той прекратява традиционната политика на толерантност към друговерците, и отправя с доста високомерен тон покана за диспут по въпросите на различните вери и християнската света Троица до византийския император, което фактически е форма за установяване на дипломатически контакт според условията на епохата.
Император Михаил III, знаейки за проявените вече качества на младия Константин Философ, и отчитайки факта, че владее арабски, сирийски и еврейски, го натоварва с тази отговорна мисия, състояла се в 851 или в някоя от годините до края на 856 г. Той я изпълнява заедно с дадения му като помощник висш държавен сановник – асинкрита Георги. Това е първата мисия на Константин-Кирил като дипломат. От житието му проличава, че в Багдад в диспута със сарацините, се разисква не само основният въпрос за Светата Троица, но и проблеми за войните, за данъците, за отношението към мира, за изкуствата. Със знанията и личността си мисионерът привлича вниманието на опонентите си и спечелва доверието им. Според житието му, Константин ги „наддума по всички въпроси – така, че те му се чудят, изпадат в удивление“. Константин-Кирил демонстрира познания и по Корана. Успява да постигне и освобождаването на хиляди християнски пленници, които връща със себе си във Византия.
Завършил мисията и успешно изпълнил задачата си в Багдад, Константин Философ се завръща в Цариград, и се усамотява за кратко в „безмълвие“ и се отдава само на „беседа“ с книгите, но скоро напуска района на столицата и отива при брат си Методий в манастира „Свети Полихрон“, където, най-вероятно с малък кръг ученици, започват да се занимават със съставянето на славянската писменост и превода на светото писание на славянски език.

### Брегалнишка мисия
Някъде между 851 и 859 г. Константин се отправя на недоказаната Брегалнишка мисия. Мисията се споменава единствено в т. нар. „Солунска легенда“ – апокрифен текст с неизвестен автор. Най-вероятно става дума за сътворен късен сюжет, който попада в контекста на традицията, създадена в епохата на византийското владичество за „побългаряване“ на двамата братя и на тяхното дело.

### Мисия при хазарите
В 860 г. Константин е натоварен с нова важна дипломатическа мисия, този път при хазарския хаган в Крим. Хазарски пратеници пристигат в Константинопол. Намираща се в непосредствена близост до две големи държави – Арабския халифат и Византия, Хазария е притеснена от тяхната политическа и идеологическа експанзия. В стремежа си за самосъхранение, хаган Булан и неговите сановници приемат през 730 г. неофициално еврейската религия, като в резултат Хазария се оказва една извънредно пъстра в етническо и религиозно отношение страна. Населението ѝ се състои, освен от хазари, още от славяни, прабългари и други племена, разделени на юдаисти, мюсюлмани, християни, езичници. Двете ѝ големи съседки правят непрестанни опити да наложат в Хазария собствената си религия. Това кара хазарския хаган да се обърне официално към Византия и дава предложение да приеме християнството, ако в хаганата бъде изпратен такъв мъж, който успее да обори сарацините и евреите.
Задачата да разясни идеята за Светата Троица отново е възложена от Михаил III на Константин. При тази мисия Константин взема със себе си брат си Методий. По пътя си за хазарската страна двамата спират в град Херсон, разположен на западния бряг на Кримския полуостров, където Константин се подготвя за диспута и изучава еврейски език. В изворите се споменава, че тук братята попадат на свето писание, написано с т. нар. в изворите „рожки“ и тълкувано като „руски“ букви, които са вероятно викингските руни, пренесени от варягите, съставляващи политическия елит в Киевска Рус. Тук братята откриват мощите на третия папа след свети Петър – Климент Римски. От Херсон братята продължават с кораб за хазарската земя. Св. ап. Климент е епископ на Сердика (дн. София) след което става един от първите римски папи.
В Хазария братята спорили предимно с евреи в присъствието на кагана. Диспутът се води отново по въпроса за Светата Троица, но и по ред други религиозни въпроси, като зачатието на Богородица, обрязването, поклонението на иконите. След втория ден те вече имат на своя страна хазарския каган и неговите велможи. На третия ден разговорите продължават, но в друга форма. Хазарите поставят въпроси, на които братята отговарят чрез притчи. В диалога вземат участие и мюсюлманите. Те спечелват на своя страна хазарските водачи, които са готови да признаят християнската вяра за най-добра. Покръстени са около 200 хазари, но не допускат утвърждаването на християнството като държавна религия в нея. Мисията обаче постига освобождаването на хиляди пленени християни и връщането им в родните им места.

### Мисия при аланите
Константин продължава да действа като дипломат на империята в Крим и околните области. Скоро след мисията си при хазарите през 861 г. той е изпратен и при аланите, в околностите на град Фула (близо до Херсон), натоварен с дипломатическа задача от Михаил III, подробности за която не са достигнали до нас, освен факта, че заедно с Методий проповядват, отсичат едно дърво, на което се кланят местните хора като на кумир, и успяват да покръстят известен брой от тях.
След изпълнението на възложената им мисия и връщането им във Византия Константин се оттегля в константинополската църква „Св. Апостоли“, а Методий е направен игумен на своя манастир във Витиния – „Свети Полихрон“, и се завръща в него.

### Великоморавска мисия
Това е най-известната мисия на Константин и брат му Методий. През 862 г. двамата братя, по поръка на императора и по искане на великоморавския княз Ростислав са натоварени да разпространяват християнството на славянски език във Великоморавия. Те се установяват в столицата Велеград. Създават там духовно училище, обучават бъдещите свещеници, превеждат богослужебни книги, и проповядват на славянски език. Поставя се началото на славянската литургическа служба. Това братята правят заедно до 865 г., когато се отправят към папата в Рим. Тази мисия ги сблъсква с източноримското духовенство и с триезичната догма.

### Мисия в Панония
В 867 г. Константин на път за Константинопол и Рим, пристига в Панония заедно с брат си, в славянското Блатненско княжество. Неговият княз Коцел, воден от същите съображения като Ростислав, кани просветителите да развият мисия в Блатно и панонските земи. Братята приемат тази задача и остават за 6 месеца там. Те обучават около 50 ученици и проповядват на старославянски.

### Борба с триезичната догма – Венециански диспут
В 867 г., на път за Константинопол, за да получат указанията на новия василевс Василий I, просветителите за пореден път се сблъскват със защитниците на триезичната догма, но вече на територията на империята във Венеция, тогава византийски екзархат. Тук Константин Философ оборва в открит диспут духовниците от Фриулската марка, подкрепящи триезичната догма, и защитава правото на славяните да имат богослужение на родния си език.

### Мисия в Рим
Това е последната мисия на светите равноапостоли. Тя започва в 867 г. и продължава над 14 месеца. Поводът за започването ѝ е кореспонденцията с папа Николай I по пренасянето в Рим на откритите при хазарската мисия от Константин в Херсон мощи на св. Климент I. Св. ап. Климент е епископ на Сердика (дн. София) след което става един от първите римски папи, мощите му открити от св. св. Кирил и Методий фактически осигуряват освещаването на глаголическото писмо от Рим. Константин и Методий и техните ученици, носещи мощите, са посрещнати най-тържествено в Рим и благословени от новия папа Адриан II. В Рим Константин наред с постигането на другите задачи, поставени му от императора, постига каноничното утвърждаване на глаголицата и богослужението на славянски език не само от източните патриарси, но и от папата. Тук Константин с подкрепата на новия император Василий I става съветник на папа Адриан II. На церемония в голямата базилика Санта Мария Маджоре папа Адриан II признава за равнопоставен на гръцкия и латинския славянския език, и освещава литургичните книги, написани на него с новата азбука – глаголицата. В Рим се отслужват литургии на славянски език. В 868 г. лично папата и най-висшите му прелати ръкополагат за свещеници славяните – ученици на двамата братя, доведени от тях в Рим. В 869 г. при славянското богослужение единственият компромис, който тогава се е допускал, е, че, по настояване на папата, в храмовете Евангелието и Апостолът трябвало да се четат най-напред на латински език.
В Рим св. Константин Философ завършва последния си труд „Написание за правата вяра“, но, изтощен от тежките пътувания, заболява. Малко преди смъртта си той приема „великата монашеска схима“ с име Кирил, с което остава като светец в Православната и на Римо-католическата църква. Кирил умира в Рим на 14 февруари 869 г. Той е погребан в криптата на базиликата Сан Клементе в Рим.

## Глаголицата
Съгласно една от теориите, Константин-Кирил, с помощта на брат си Методий, създава глаголицата още през 855 г., в манастира „Свети Полихрон“ в Мала Азия. Кирилицата се смята за дело на ученика на братята – Климент Охридски.
Господстващо сред учените обаче е разбирането, че още през 855 г. в манастира „Полихрон“ Константин-Кирил и Методий започват подготовката по създаването на графична система, отразяваща особеностите на славянския език, като окончателно я завършват през 862 – 863 г.

## Памет
На свети Кирил е наречена улица в квартал „Драгалевци“ в София (Карта).